# Lucky Number
《Lucky Number》是臺灣歌手蔡依林的第四張錄音室專輯，由環球音樂和大聲音樂於2001年7月7日發行。專輯由小螞蟻、李偲菘、李偉菘、陳偉和黃韻玲製作，融合流行、節奏藍調、迪斯可和嘻哈等元素。
因蔡依林和經紀公司大聲音樂之間的合約糾紛，該專輯宣傳有限。在臺灣銷量超過15萬張，並列入2001年臺灣年度唱片銷量前20名。

## 背景和發展
2001年6月19日，媒體報導蔡依林將為迪士尼動畫電影《失落的帝國》演唱國語版主題曲〈情不自禁〉，成為繼李玟和張學友後，第三位演唱迪士尼電影中文主題曲的歌手。
同月21日，媒體報導蔡依林的新專輯預計於同年7月13日發行，並將於同年7月28日開放預購，預計於7月中旬舉辦新歌演唱會。媒體指出周杰倫為該專輯創作新歌〈你怎麼連話都說不清楚〉。同年6月30日，蔡依林在臺北市武昌街日新戲院舉行〈情不自禁〉首唱會。
同年7月3日，媒體透露蔡依林的海外經紀事務將由王菲和那英的經紀人負責，計劃於年底舉辦售票巡迴演唱會。次日，媒體報導專輯提前至同年7月7日發行，環球音樂表示專輯預購成績超出預期，售出約兩萬八千張，因預購附贈的南港101演唱會門票場地僅容納七千人，為避免爭議而提前發行。

## 創作和錄製
第一主打〈如果不想要〉為略帶傷感的慢板情歌，歌詞描寫對感情的認真、執著與包容，蔡依林形容此曲「絕對是為我度身訂造的一首歌」。第二主打〈Lucky Number〉為節奏強烈的快歌，製作人李偉菘表示創作靈感源自蔡依林的舞台表現力，形容「一邊聽一邊就能想到她俐落灑脫的舞姿」。
第三主打〈你怎麼連話都說不清楚〉描寫女孩面對兩段感情的內心掙扎。該曲歌詞原由蔡依林創作，命名為〈對話〉，靈感來自同學間的感情故事，但作詞人謝孟娟認為內容過於夢幻，最終未採用。第四主打為翻唱作品〈Bridge over Troubled Water〉，原唱為Simon & Garfunkel，歌曲融合黑人福音和節奏藍調風格，蔡依林以較厚實唱腔詮釋友情與支持的主題。

## 標題和造型
蔡依林的首張專輯《1019》為其奠定人氣基礎，她因此認為數字具有帶來好運的象徵，故將此張專輯命名為「Lucky Number」。
專輯封面採用清新妝容和簡潔造型，蔡依林穿著黑色露肩背心，搭配成熟氣息的眼神，呈現性感與成長。該專輯推出「超實力平裝版」和「超魅力精裝版」兩種版本，前者附贈四張寫真卡，後者包含《明星寫真》和《心情寫真》兩本寫真冊。寫真拍攝耗資新臺幣150萬元，最終從泳池、圖書館、唱片行、超級市場、校園、舞台等十個生活場景拍攝的三千多張照片中精選成冊。

## 發行和宣傳
2001年6月28日，蔡依林在臺灣高雄市漢神百貨舉辦專輯預購會，預購禮原限量兩萬份，後追加八千份，內容包括〈情不自禁〉和〈Bridge over Troubled Water〉兩首歌曲。同年7月3日，蔡依林於臺北市舉辦專輯預購慶功記者會，宣布專輯在開放預購的50小時內，臺灣預購量突破兩萬八千張，發行日期提前至同月7日。同年7月21日，蔡依林於臺北市南港101舉辦「Lucky Number新歌演唱會」，現場吸引超過六千名觀眾。

### 音樂影片
歌曲〈如果不想要〉的MV由金卓執導，郭鑫參與演出。〈Lucky Number〉的MV由徐仁峰執導，〈Bridge over Troubled Water〉則由賴偉康執導。〈你怎麼連話都說不清楚〉、〈看緊我〉和〈捕手〉三首歌曲的MV皆由Px3執導。

### 現場表演
2001年7月29日，蔡依林參加民視舉辦的「飢餓三十環島飢餓列車閉幕晚會」，演唱〈Take It Easy〉。同年8月12日，她參加八大電視舉辦的「高感度演唱會」，演唱〈Take It Easy〉和〈你怎麼連話都說不清楚〉。同年8月19日，蔡依林參加MTV中文台舉辦的「夏日音樂高峰會」，演唱〈Lucky Number〉、〈看緊我〉、〈你怎麼連話都說不清楚〉、〈由我〉、〈如果不想要〉、〈Bridge over Troubled Water〉和〈Take It Easy〉。
同年10月10日，她參加華視舉辦的「愛同心國慶夜」，演唱〈Take It Easy〉和〈你怎麼連話都說不清楚〉。同年12月24日，蔡依林參加MTV中文台舉辦的「紅綠叫陣聖誕派對」，演唱〈你怎麼連話都說不清楚〉和〈如果不想要〉。同月31日，她分別參加TVBS-G舉辦的「鼓舞台北跨年晚會」和八大電視舉辦的「台中最動心跨年晚會」，在兩場活動中演唱〈Lucky Number〉，並分別搭配〈Bridge over Troubled Water〉和〈你怎麼連話都說不清楚〉。2002年1月25日，蔡依林參加第八屆全球華語音樂榜中榜頒獎典禮，演唱〈Lucky Number〉。

### 合約糾紛
2001年7月初，蔡依林的父親蔡柱陳向多家曾與蔡依林合作的廠商寄發存證信函，表達對經紀公司大聲音樂的不滿，指該公司未實際擁有經紀權，並涉及短付酬勞等爭議。大聲音樂則以誹謗為由回發存證信函。隨後，蔡柱陳決定自同年8月20日起暫停蔡依林的演藝活動。
同月15日，蔡依林在律師陪同下召開記者會，宣布單方面解除與大聲音樂的合約。大聲音樂隨後召開記者會，主張蔡依林違約，並要求公開道歉與賠償新臺幣一千萬元。蔡柱陳表示，大聲音樂曾在2000年7月的活動中要求蔡依林及其母親簽署未經知會其父的授權同意書，將和華納音樂的合作權限全權授予大聲音樂。該同意書雖後來撤回，但在陳澤杉的安排下重新簽署。環球音樂方面則表示該文件僅為意願書，並強調未來不會再和蔡依林合作，保留法律追訴權。吳大衛亦透過媒體公開致信蔡依林及其家人，表示暫不提告。
2001年11月，蔡依林簽約可米瑞智公司，隨即遭大聲音樂提起刑事訴訟。12月4日，臺北地檢署開庭偵查，大聲音樂主張蔡依林誹謗並求償新臺幣2700萬元，蔡依林方面則反控大聲音樂侵占。隨後，雙方申請仲裁並就合約問題展開訴訟。同時，蔡柱陳向法院申請假處分獲准，使大聲音樂在仲裁前不得阻礙蔡依林進行演藝活動。1月29日，大聲音樂指控蔡依林在兩場晚會中的演出侵犯公司錄音著作權，並公開其收入明細表。同月31日，雙方進行第二次仲裁。
2002年6月4日，中華民國仲裁協會裁定蔡依林與大聲音樂簽訂的七年合約僅履行兩年即提前終止，應賠償大聲音樂新臺幣九百萬元。大聲音樂表示該裁決證實相關指控並不成立，並考慮撤銷刑事誹謗告訴，但不撤回錄音著作權相關訴訟。蔡柱陳回應表示，仲裁裁決確認其方有權終止合約，顯示大聲音樂確有違約及財務不清等事實。

## 商業表現
專輯列入2001年臺灣年度唱片銷量前20名，亦分別位列玫瑰唱片和大眾唱片年度銷量排行榜第19名和第20名。

## 評價
騰訊娛樂評論認為，該專輯是蔡依林在環球音樂時期最為精彩的作品，並指出專輯中R&B、Hip-Hop等風格的表現愈加純熟，Disco和Rap元素的加入提升了整體聽感和傳唱度。評論認為，作為環球時期的最後一張專輯，這張專輯的製作品質仍可和《Show Your Love》相媲美。此外，專輯囊括了蔡依林在環球期間嘗試的多種曲風，包括抒情、歡快、悲傷及節奏感強烈的歌曲，成為其環球時期音樂風格的總結。評論指出，蔡依林的快歌風格已趨於穩定，儘管仍保持少女形象，但並未影響作品的質量。專輯中首次和女性製作人黃韻玲、馬毓芬合作，打破了蔡依林以往僅和男性製作人合作的慣例。然而，合約糾紛影響了專輯後期的宣傳，最終使得專輯銷售成績未達預期，並成為蔡依林在環球時期銷量最低的專輯。

## 獎項
2002年1月25日，歌曲〈Lucky Number〉獲得第八屆全球華語音樂榜中榜最受歡迎歌曲獎。

## 曲目
| 《Lucky Number》——超實力平裝版、超魅力精裝版 | 《Lucky Number》——超實力平裝版、超魅力精裝版 | 《Lucky Number》——超實力平裝版、超魅力精裝版 | 《Lucky Number》——超實力平裝版、超魅力精裝版 | 《Lucky Number》——超實力平裝版、超魅力精裝版 | 《Lucky Number》——超實力平裝版、超魅力精裝版 | 《Lucky Number》——超實力平裝版、超魅力精裝版 |
| 曲序                                         | 曲目                                         |                                              | 作曲                                         | 编曲                                         | 製作人                                       | 时长                                         |
| -------------------------------------------- | -------------------------------------------- | -------------------------------------------- | -------------------------------------------- | -------------------------------------------- | -------------------------------------------- | -------------------------------------------- |
| 1.                                           | Bridge over Troubled Water                   | Paul Simon                                   | Paul Simon                                   | 梁伯君                                       | 小螞蟻                                       | 4:36                                         |
| 2.                                           | 看緊我（Watch Me Closely）                   | 光中                                         | 陳偉                                         | 陳偉                                         | 陳偉                                         | 3:40                                         |
| 3.                                           | Lucky Number                                 | 謝孟娟                                       | 李偉菘                                       | Martin Tang                                  | 李偉菘                                       | 4:18                                         |
| 4.                                           | 如果不想要（If You Don't Want）              | 謝孟娟                                       | - 盧紹瑩 - 劉志文                            | Terence Teo                                  | - 李偲菘 - 李偉菘                            | 4:12                                         |
| 5.                                           | 捕手（Catcher）                              | 許常德                                       | 李偲菘                                       | Terence Teo                                  | 李偲菘                                       | 3:55                                         |
| 6.                                           | Take It Easy                                 | - 光中 - 毛毛                                | 陳志遠                                       | Martin Tang                                  | 小螞蟻                                       | 3:52                                         |
| 7.                                           | 只有一個你（Only One of You）                | 姚謙                                         | Azlan Abu Hassan                             | Terence Teo                                  | 李偲菘                                       | 4:24                                         |
| 8.                                           | 你怎麼連話都說不清楚（Can't Speak Clearly）  | 毛毛                                         | 周杰倫                                       | Terence Teo                                  | 李偲菘                                       | 5:05                                         |
| 9.                                           | Surprise                                     | 毛毛                                         | Jae Chong                                    | Jae Chong                                    | 小螞蟻                                       | 3:09                                         |
| 10.                                          | 由我（Let Me Alone）                         | 謝天耀                                       | 謝天耀                                       | 黃中岳                                       | 黃韻玲                                       | 4:05                                         |
| 总时长：                                     | 总时长：                                     | 总时长：                                     | 总时长：                                     | 总时长：                                     | 总时长：                                     | 41:16                                        |

| 《Lucky Number》——馬來西亞限量版（VCD） | 《Lucky Number》——馬來西亞限量版（VCD） | 《Lucky Number》——馬來西亞限量版（VCD） |
| 曲序                                    | 曲目                                    | 时长                                    |
| --------------------------------------- | --------------------------------------- | --------------------------------------- |
| 1.                                      | Lucky Number（MV）                      | 4:25                                    |
| 2.                                      | 如果不想要（MV）                        | 4:21                                    |
| 总时长：                                | 总时长：                                | 8:46                                    |

## 發行歷史
| 地區       | 日期         | 版本                      | 格式    | 經銷商   |
| ---------- | ------------ | ------------------------- | ------- | -------- |
| 馬來西亞   | 2001年7月7日 | 正式版                    | CD 卡帶 | 環球音樂 |
| 馬來西亞   | 2001年7月7日 | 限量版                    | CD+VCD  | 環球音樂 |
| 臺灣       | 2001年7月7日 | 超實力平裝版 超魅力精裝版 | CD 卡帶 | 環球音樂 |
| 印度尼西亞 | 2001年7月7日 | 正式版                    | 卡帶    | 環球音樂 |
| 中國大陸   | 2001年7月7日 | 正式版                    | CD 卡帶 | 步升音樂 |

## 外部連結
- YouTube上的《Lucky Number》播放列表